# ユリウス3世 (ローマ教皇)
ユリウス3世（Julius III, 1487年9月10日 - 1555年3月23日）は、ルネサンス教皇の最後の1人ともいわれる対抗宗教改革期のローマ教皇（在位：1550年2月7日 - 1555年3月23日）。本名はジャンマリア（Giammaria）またはジョヴァンニ・マリア・チオッキ・デル・モンテ（Giovanni Maria Ciocchi del Monte）。
1545年に始まったトリエント公会議の第1会期の指導的人物であり、教皇としても第2会期を開会しているが、諸侯の政治的思惑から十分な成果をあげられないまま公会議を閉会させるに至った。

## 生涯
ジャンマリア・デル・モンテはローマ出身、父は高名な法律家であった。ジャンマリアはシエナ大学で法律を学ぶと、伯父の後をついで1512年に教皇ユリウス2世からシポントの大司教に任命され、1520年以降はパヴィアの司教も兼任した。1527年にローマ略奪が起こると、クレメンス7世側から神聖ローマ帝国軍に差し出された人質グループの一員となった。彼も他の人質のようにカンポ・デ・フィオリで殺害される寸前であったが、コロンナ家のポンペオ枢機卿の尽力で秘密裏に解放された。
1536年、パウルス3世の引き立てでパレストリーナの名義司教（司教枢機卿）に任命された。ここで彼はパウルス3世の有能なブレーンとして活躍し、1545年12月にチェルビーニ枢機卿（後のマルケルス2世）、レジナルド・ポール枢機卿と共にトリエント公会議開会時の議長と教皇特使を務めている。公会議の中でも教皇派と神聖ローマ帝国派の参加者たちの議論が引き起こされたが、彼は教皇派枢機卿のリーダーとして敢然と行動し、1547年に公会議をボローニャに移転させるに及んで神聖ローマ皇帝カール5世を憤慨させた。
パウルス3世没後のコンクラーヴェは、枢機卿会が3つの派閥に分かれて争うことになった。皇帝派、フランス派、そしてファルネーゼ家の支持者たちである。10週間という長きにわたる選挙の結果、各派の妥協案という形でデル・モンテが新教皇に選出され、恩人であるユリウス2世の名を継いでユリウス3世を名乗った。当然、カール5世はこの結果が面白くなかった。教皇としてまず行なったことは、前教皇パウルス3世の孫であるオッターヴィオ・ファルネーゼをパルマ公として承認したことであった。また、芸術のパトロンでもあったため、ユリウス3世は神学者としてよりは芸術と建築の愛好家として記憶されることになる。音楽もこよなく愛し、作曲家ジョヴァンニ・ダ・パレストリーナをローマに招き、「マエストロ・ディ・カッペラ」（教皇礼拝堂付音楽監督）に任命している。
ユリウス3世はカール5世の申し入れを受け入れる形で、中断されていたトリエント公会議を1551年に再開した。ここにおいて教皇はカール5世と手を組み、フランスとパルマ公国に対抗する構えを見せた。これは、フランスがオッターヴィオを支援しており、また公会議の再開に強く反対していたからであった。このため、この会期にはフランスの司教たちはほとんど参加しなかった。教皇は最終的には、1552年にザクセン選帝侯モーリッツが勝利してカール5世の勢いが弱まった時期にフランスとの妥協を選び、再開されていた公会議を再び休会している。トリエント公会議は3代後のピウス4世が再開するまで中断されることになる（教皇と公会議の間での主導権をめぐる争いについては公会議主義を参照）。一方、イングランドにはポール枢機卿を派遣して、1553年にメアリー1世が即位、束の間だったがイングランドがプロテスタントからカトリックに復帰したことを歓迎した。
教皇就任にあたって教会改革への強い意欲を評価された教皇も、教会政治と改革に対する熱意を失い、芸術や享楽に関心を移すようになっていった。ミケランジェロ・ブオナローティをサン・ピエトロ大聖堂主任建築家に任じたが、特に建築家ジャコモ・バロッツィ（ヴィニョーラ）に建築させたヴィラ・ジュリア（現在のエトルスク博物館）において教皇は取り巻きとともに華やかな生活を送っていた。また、パルマの街で拾った17歳の少年インノチェンツォを自分の兄弟の養子とし、枢機卿に任命したことが大きな非難を呼んだ。ベレー枢機卿の随員であったフランスの詩人ジョアシャン・デュ・ベレーは、教皇のスキャンダルを自分の詩の中に織り込んで教皇の死後に発表している。
同時にユリウス3世はイエズス会のよき理解者でもあり、1550年に特別な保護を与えている。また1552年にドイツ人司祭養成を図り創設したコレギウム・ゲルマニクムをイエズス会へ委託した。教皇はそれまでのトリエント公会議の議決を勅書という形で発布し、実効させようと考えていたが実現できず、1555年3月23日に67歳で世を去った。4月9日にマルケルス2世が選出されたが5月1日に急死、5月23日にパウルス4世が選出された。